# Mário José de Andrade
Mário José de Andrade (Campo Maior, 22 de julho de 1904 – Rio de Janeiro, 3 de maio de 1983) foi um agropecuarista e político brasileiro com atuação no Piauí, onde foi deputado estadual pela UDN..

## Dados biográficos

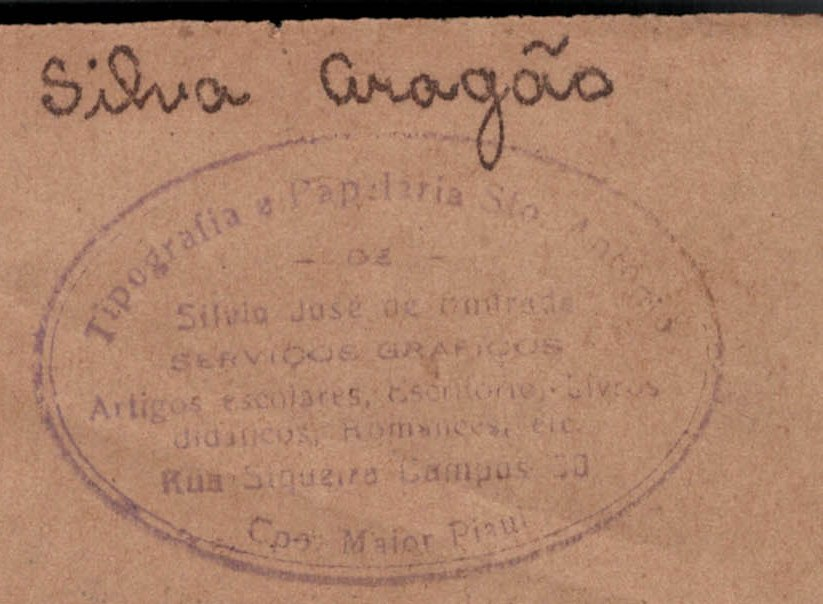
Carimbo da tipografia que foi de Mário Andrade e que ele passou para um irmão.

Filho de Silvestre José dos Santos e Maria Adelaide Sarto de Andrade destacou-se em empreendedorismo comercial e empresarial, notadamente na cera de carnaúba, em 1949 também passou a empresariar no mercado livreiro e gráfico. Em 1948 candidata-se a prefeito de sua terra natal, pela UDN e em acirrada campanha fica com 2417 votos em pleito vencido por Waldeck Bona que obteve 2697 votos.
Em meados da década de 1940 um grupo de pessoas da sociedade de Campo Maior, lideradas pelo monsenhor Mateus Cortez Rufino, intentaram construir uma escola que ofertasse uma estrutura de ensino de ponta e Mário Andrade comprou e fez doação do prédio para a instalação da criação que resultou na tradicional Escola Ginásio Santo Antônio.
Em 1950 foi eleito deputado estadual pela UDN com 2.893 votos, pleito em que obtém mais votos que o oponente Otávio Miranda. Nos anos 1960 radica-se no Rio de Janeiro, onde faleceu em 1983 e foi sepultado no Cemitério do Caju.